# Heartwork
Heartwork è un album dei Carcass, pubblicato dalla Earache Records il 18 ottobre 1993. Il disco venne registrato ai Parr Street Studios di Liverpool tra il 18 maggio ed il 21 giugno 1993.

## Descrizione
Heartwork viene convenzionalmente considerato come il punto più alto dell'evoluzione stilistica del primo periodo di attività dei Carcass. A differenza del precedente Necroticism - Descanting the Insalubrious, Heartwork presenta composizioni più lineari e melodiche che, pur non rinnegando lo stile chitarristico tipico della band, può essere accostato al melodic death metal scandinavo portato alla ribalta in quegli anni da At the Gates, Dark Tranquillity e In Flames.
Il cambiamento non coinvolse solo il lato musicale, ma anche quello lirico: il macabro interesse verso la morte e l'anatomia lasciò spazio a tematiche più profonde ed introspettive trattanti argomenti come l'animo umano (Heartwork), l'amore (No Love Lost), la religione (Embodiment) e la guerra (Carnal Forge). Ciononostante la band mantenne intatto il cinismo che caratterizzò i lavori precedenti sfociando talvolta nello humor nero (come nel caso di Arbeit Macht Fleisch, palese riferimento all'infausta insegna presente sui cancelli dell'ex campo di concentramento di Auschwitz).  Subito dopo l'uscita del disco Michael Amott abbandonò la band per tornare in Svezia, suo paese natio. Come sostituto fu assunto il chitarrista Mike Hickey a supporto del tour promozionale.

## Curiosità
- La scultura presente in copertina, "Life Support 1993", è ad opera dello scultore svizzero H.R. Giger. Tale scultura appare anche nel video promozionale girato per la canzone Heartwork[1].
- Le linee vocali sono per la prima volta affidate totalmente al bassista Jeff Walker a differenza dei lavori precedenti che vedevano coinvolto anche il chitarrista Bill Steer.

## Tracce
1. Buried Dreams – 3:59 (Jeff Walker, Bill Steer)
2. Carnal Forge – 3:55 (Jeff Walker, Bill Steer, Michael Amott)
3. No Love Lost – 3:23 (Jeff Walker, Bill Steer)
4. Heartwork – 4:33 (Jeff Walker, Bill Steer, Michael Amott)
5. Embodiment – 5:37 (Jeff Walker, Michael Amott, Bill Steer)
6. This Mortal Coil – 3:50 (Jeff Walker, Bill Steer, Michael Amott)
7. Arbeit Macht Fleisch – 4:22 (Jeff Walker, Bill Steer)
8. Blind Bleeding the Blind – 4:56 (Jeff Walker, Bill Steer)
9. Doctrinal Expletives – 3:39 (Jeff Walker, Bill Steer)
10. Death Certificate – 3:36 (Jeff Walker, Michael Amott, Bill Steer)

## Formazione
- Michael Amott - chitarra
- Ken Owen - batteria
- Bill Steer - chitarra
- Jeff Walker - basso, voce